# مارسيلو شاربنتيير
مارسيلو شاربنتيير (بالإنجليزية: Marcelo Charpentier)‏ مواليد 11 يوليو 1973 في بوينس آيرس، الأرجنتين، هو لاعب كرة مضرب أرجنتيني سابق كان يلعب باليد اليسرى بدأ مسيرته كمحترف عام 1992.

## روابط خارجية
- مارسيلو شاربنتيير على موقع رابطة محترفي التنس (الإنجليزية)
- مارسيلو شاربنتيير على موقع الاتحاد الدولي لكرة المضرب (الإنجليزية)
- مارسيلو شاربنتيير على موقع كأس ديفيز (الإنجليزية)
- مارسيلو شاربنتيير على موقع خلاصة التنس.كوم (الإنجليزية)